# 18e cérémonie des Oscars
La 18e cérémonie des Oscars du cinéma s'est déroulée le 7 mars 1946 au Grauman's Chinese Theatre à Los Angeles (Californie).

## Palmarès

### Meilleur film
- Le Poison (The Lost Weekend), produit par Paramount
  - Les Cloches de Sainte-Marie (The Bells of St. Mary's), produit par Rainbow Productions et RKO Radio Pictures
  - Escale à Hollywood (Anchors Aweigh), produit par Metro-Goldwyn-Mayer
  - La Maison du docteur Edwardes (Spellbound), produit par Selznick International Pictures
  - Le Roman de Mildred Pierce (Mildred Pierce), produit par Warner Bros.

### Meilleur réalisateur
- Billy Wilder pour Le Poison (The Lost Weekend)
  - Clarence Brown pour Le Grand National (National Velvet)
  - Alfred Hitchcock pour La Maison du docteur Edwardes (Spellbound)
  - Leo McCarey pour Les Cloches de Sainte-Marie (The Bells of St. Mary's)
  - Jean Renoir pour L'Homme du Sud (The Southerner)

### Meilleur acteur
- Ray Milland pour le rôle de Don Birnam dans Le Poison (The Lost Weekend)
  - Cornel Wilde pour le rôle de Frédéric Chopin dans La Chanson du souvenir (A Song to Remember)
  - Gene Kelly pour le rôle de Joseph Brady dans Escale à Hollywood (Anchors Aweigh)
  - Bing Crosby pour le rôle du père O'Malley dans Les Cloches de Sainte-Marie (The Bells of St. Mary's)
  - Gregory Peck pour le rôle de Francis Chisholm dans Les Clés du royaume (The Keys of the Kingdom)

### Meilleure actrice
- Joan Crawford pour le rôle de Mildred Pierce dans Le Roman de Mildred Pierce (Mildred Pierce)
  - Ingrid Bergman pour le rôle de la sœur Mary Benedict dans Les Cloches de Sainte-Marie (The Bells of St. Mary's)
  - Greer Garson pour le rôle de Mary Rafferty dans La Vallée du jugement (The Valley of Decision)
  - Jennifer Jones pour le rôle de Singleton / Victoria Morland dans Le Poids d'un mensonge (Love Letters)
  - Gene Tierney pour le rôle de Helen Berent dans Péché mortel (Leave her to Heaven)

### Meilleur acteur dans un second rôle
- James Dunn pour le rôle de Johnny Nolan dans Le Lys de Brooklyn (A Tree Grows in Brooklyn)
  - J. Carrol Naish pour le rôle de Charley Martin dans La Fiancée du disparu (A Medal for Benny)
  - Michael Chekhov pour le rôle du Dr Alexander Brulov dans La Maison du docteur Edwardes (Spellbound)
  - Robert Mitchum pour le rôle du Lieutenant Bill Walker dans Les Forçats de la gloire (Story of G.I. Joe)
  - John Dall pour le rôle de Morgan Evans dans Le blé est vert (The Corn Is Green)

### Meilleure actrice dans un second rôle
- Anne Revere pour le rôle de Mme Brown dans Le Grand National (National Velvet)
  - Eve Arden pour le rôle d'Ida dans Le Roman de Mildred Pierce (Mildred Pierce)
  - Ann Blyth pour le rôle de Veda Pierce dans Le Roman de Mildred Pierce (Mildred Pierce)
  - Joan Lorring pour le rôle de Bessie Watty dans Le blé est vert (The Corn Is Green)
  - Angela Lansbury pour le rôle de Sybil Vane dans Le Portrait de Dorian Gray (The Picture of Dorian Gray)

### Meilleur scénario original
- Richard Schweizer pour Marie-Louise
  - Philip Yordan pour Dillinger, l'ennemi public n° 1 (Dillinger)
  - Myles Connolly pour Tendre symphonie (Music for Millions)
  - Milton Holmes pour Sa dernière course (Salty O'Rourke)
  - Harry Kurnitz pour What Next, Corporal Hargrove?

### Meilleur scénario adapté
- Charles Brackett et Billy Wilder pour Le Poison (The Lost Weekend), d'après le roman The Lost Weekend de Charles R. Jackson (en)
  - Ranald MacDougall pour Le Roman de Mildred Pierce (Mildred Pierce), d'après le roman Mildred Pierce de James M. Cain
  - Albert Maltz pour La Route des ténèbres (Pride of the Marines), d'après le roman Al Schmid, Marine de Roger Butterfield
  - Leopold Atlas, Guy Endore et Philip Stevenson pour Les Forçats de la gloire (The Story of G.I. Joe), d'après les livres Brave Men et Here Is Your War de Ernie Pyle
  - Frank Davis et Tess Slesinger (à titre posthume) Le Lys de Brooklyn (A Tree Grows in Brooklyn), d'après le roman A Tree Grows in Brooklyn de Betty Smith

### Meilleure histoire originale
- Charles Booth pour La Maison de la 92e Rue (The House on 92nd St.)
  - László Görög et Thomas Monroe pour Les Caprices de Suzanne (The Affairs of Susan)
  - John Steinbeck et Jack Wagner pour La Fiancée du disparu (A Medal for Benny)
  - Alvah Bessie pour Aventures en Birmanie (Objective, Burma!)
  - Ernst Marischka pour La Chanson du souvenir (A Song to Remember)

### Meilleurs décors
Noir et blanc
- Du sang dans le soleil (Blood on the Sun) – Directeur artistique : Wiard Ihnen - Chef décorateur : A. Roland Fields
  - Angoisse (Experiment Perilous) – Directeurs artistiques : Albert S. D'Agostino et Jack Okey - Chefs décorateurs : Darrell Silvera et Claude E. Carpenter (en)
  - Les Clés du royaume (The Keys of the Kingdom) – Directeurs artistiques : James Basevi et William S. Darling - Chefs décorateurs : Thomas Little et Frank E. Hughes
  - Le Poids d'un mensonge (Love Letters) – Directeurs artistiques : Hans Dreier et Roland Anderson (en) - Chefs décorateurs : Samuel M. Comer et Ray Moyer
  - Le Portrait de Dorian Gray (The Picture of Dorian Gray) – Directeurs artistiques : Cedric Gibbons et Hans Peters - Chefs décorateurs : Edwin B. Willis, John Bonar (en) et Hugh Hunt

Couleur
- L'aventure vient de la mer (Frenchman’s Creek) – Directeurs artistiques : Hans Dreier et Ernst Fegté - Chef décorateur : Samuel M. Comer
  - Péché mortel (Leave Her to Heaven) – Directeurs artistiques : Lyle Wheeler et Maurice Ransford - Chef décorateur : Thomas Little
  - Le Grand National (National Velvet) – Directeurs artistiques : Cedric Gibbons et Urie McCleary - Chefs décorateurs : Edwin B. Willis et Mildred Griffiths (en)
  - San Antonio – Directeur artistique : Ted Smith - Chef décorateur : Jack McConaghy (en)
  - Aladin et la lampe merveilleuse (A Thousand and One Nights) – Directeurs artistiques : Stephen Goosson et Rudolph Sternad (en) - Chef décorateur : Frank Tuttle

### Meilleure photographie
Noir et blanc
- Harry Stradling Sr. pour Le Portrait de Dorian Gray (Picture of Dorian Gray)
  - Arthur C. Miller pour Les Clés du royaume (The Keys of the Kingdom)
  - John Seitz pour Le Poison (The Lost Weekend)
  - Ernest Haller pour Le Roman de Mildred Pierce (Mildred Pierce)
  - George Barnes pour La Maison du docteur Edwardes (Spellbound)

Couleur
- Leon Shamroy pour Péché mortel (Leave her to heaven)
  - Robert Planck et Charles Boyle pour Escale à Hollywood (Anchors Aweigh)
  - Leonard Smith pour Le Grand National (National Velvet)
  - Tony Gaudio et Allen M. Davey pour La Chanson du souvenir (A Song to Remember)
  - George Barnes pour Pavillon noir (The Spanish Main)

### Meilleur montage
- Robert J. Kern pour Le Grand National (National Velvet)
  - Harry Marker pour Les Cloches de Sainte-Marie (The Bells of St. Mary's)
  - Doane Harrison pour Le Poison (The Lost Weekend)
  - George Amy pour Aventures en Birmanie (Objective, Burma!)
  - Charles Nelson pour La Chanson du souvenir (A Song to Remember)

### Meilleur son
- Stephen Dunn (RKO Radio Studio Sound Department) pour Les Cloches de Sainte-Marie (The Bells of St. Mary's)
  - John P. Livadary (Columbia Studio Sound Department) pour La Chanson du souvenir (A Song to Remember)
  - Jack Whitney (General Service) pour L'Homme du Sud (The Southerner)
  - Douglas Shearer (Metro-Goldwyn-Mayer Studio Sound Department) pour Les Sacrifiés (They Were Expendable)
  - Loren L. Ryder (Paramount Studio Sound Department) pour L'Invisible Meurtrier (The Unseen)
  - W. V. Wolfe (en) (RCA Sound) pour Deux c'est assez... trois c'est trop ! (Three Is a Family)
  - Daniel J. Bloomberg (en) (Republic Studio Sound Department) pour La Belle de San Francisco (Flame of Barbary Coast)
  - Gordon E. Sawyer (Samuel Goldwyn Studio Sound Department) pour Le Joyeux Phénomène (Wonder Man)
  - Thomas T. Moulton (20th Century-Fox Studio Sound Department) pour Péché mortel (Leave her to Heaven)
  - Bernard B. Brown (Universal Studio Sound Department) pour Deanna mène l'enquête (Lady on a Train)
  - C. O. Slyfield (Walt Disney Studio Sound Department) pour Les Trois Caballeros (The Three Caballeros)
  - Nathan Levinson ( Warner Bros. Studio Sound Department) pour Rhapsodie en bleu (Rhapsody in Blue)

### Meilleure musique de film (film dramatique ou comédie)
- Miklós Rózsa pour La Maison du docteur Edwardes (Spellbound)
  - Robert Emmett Dolan pour Les Cloches de Sainte-Marie (The Bells of St. Mary's)
  - Lou Forbes pour Brewster's Millions
  - Werner Janssen pour Capitaine Kidd (Captain Kidd)
  - Roy Webb pour Le Cottage enchanté (The Enchanted Cottage)
  - Morton Scott et Dale Butts pour La Belle de San Francisco (Flame of Barbary Coast)
  - Edward J. Kay pour G.I. Honeymoon
  - Louis Applebaum et Ann Ronell pour Les Forçats de la gloire (The Story of G. I. Joe)
  - Werner Janssen pour Guest in the House
  - Daniele Amfitheatrof pour Désir de femme (Guest Wife)
  - Alfred Newman pour Les Clés du royaume (The Keys of the Kingdom)
  - Miklós Rózsa pour Le Poison (The Lost Weekend)
  - Victor Young pour Le Poids d'un mensonge (Love Letters)
  - Karl Hajos pour The Man Who Walked Alone
  - Franz Waxman pour Aventures en Birmanie (Objective, Burma!)
  - Alexandre Tansman pour Paris Underground
  - Miklós Rózsa et Morris Stoloff pour La Chanson du souvenir (A Song to Remember)
  - Werner Janssen pour L'Homme du Sud (The Southerner)
  - Hans J. Salter pour Notre cher amour (This Love of Ours)
  - Herbert Stothart pour La Vallée du jugement (The Valley of Decision)
  - Arthur Lange et Hugo Friedhofer pour La Femme au portrait (The Woman in the Window)

### Meilleure musique de film (film musical)
- George Stoll pour Escale à Hollywood (Anchors Aweigh)
  - Arthur Lange pour La Belle de l'Alaska (Belle of the Yukon)
  - Jerome Kern et Hans J. Salter pour Caravane d'amour (Can't Help Singing)
  - Morton Scott pour Hitchhike to Happiness
  - Robert Emmett Dolan pour La Blonde incendiaire (Incendiary Blonde)
  - Ray Heindorf et Max Steiner pour Rhapsodie en bleu (Rhapsody in Blue)
  - Alfred Newman et Charles Henderson pour La Foire aux illusions (State Fair)
  - Edward J. Kay pour Sunbonnet Sue
  - Charles Wolcott, Edward H. Plumb et Paul J. Smith pour Les Trois Caballeros (The Three Caballeros)
  - Marlin Skiles et Morris Stoloff pour Cette nuit et toujours (Tonight and Every Night)
  - Walter Greene (en) pour Why Girls Leave Home
  - Ray Heindorf et Lou Forbes pour Le Joyeux Phénomène (Wonder Man)

### Meilleure chanson
- It Might as Well Be Spring dans La Foire aux illusions (State Fair) – Musique : Richard Rodgers ; paroles : Oscar Hammerstein II
  - Accentuate the Positive dans La Marine en jupons (Here Come the Waves) – Musique : Harold Arlen ; paroles : Johnny Mercer
  - Anywhere dans Cette nuit et toujours (Tonight and Every Night) – Musique : Jule Styne ; paroles : Sammy Cahn
  - Aren't You Glad You're You dans Les Cloches de Sainte-Marie (The Bells of St. Mary's) – Musique : James Van Heusen ; paroles : Johnny Burke
  - The Cat et the Canary dans Why Girls Leave Home – Musique : Jay Livingston ; paroles : Ray Evans
  - Endlessly dans Earl Carroll Vanities – Musique : Walter Kent (en) ; paroles : Kim Gannon (en)
  - I Fall in Love Too Easily dans Escale à Hollywood (Anchors Aweigh) – Musique : Jule Styne ; paroles : Sammy Cahn
  - I'll Buy That Dream dans Sing Your Way Home – Musique : Allie Wrubel ; paroles : Herb Magidson
  - Linda dans Les Forçats de la gloire (The Story of G.I. Joe) – Paroles et musique : Ann Ronell
  - Love Letters dans Le Poids d'un mensonge (Love Letters) – Musique : Victor Young ; paroles : Edward Heyman
  - More et More dans Caravane d'amour (Can't Help Singing) – Musique : Jerome Kern (à titre posthume) ; paroles : Yip Harburg
  - Sleighride in July dans La Belle de l'Alaska (Belle of the Yukon) – Musique : Jimmy Van Heusen ; paroles : Johnny Burke
  - So in Love dans Le Joyeux Phénomène (Wonder Man) – Musique : David Rose ; paroles : Leo Robin
  - Some Sunday Morning dans San Antonio – Musique : Ray Heindorf et M.K. Jerome ; paroles : Ted Koehler

### Meilleur film documentaire
- La Vraie Gloire (The True Glory) de Carol Reed
  - The Last Bomb (en) de Frank Lloyd

### Meilleur court métrage en prises de vues réelles
Une bobine
- Stairway to Light (en), de Sammy Lee
  - Along the Rainbow Trail
  - Screen Snapshots' 25th Anniversary
  - Story of a Dog
  - White Rhapsody
  - Your National Gallery

Deux bobines
- Star in the Night, de Don Siegel
  - A Gun in His Hand
  - The Jury Goes Round 'n' Round
  - The Little Witch

### Meilleur court métrage documentaire
- Hitler Lives? de Don Siegel
  - Library of Congress (en) de Alexander Hammid
  - To the Shores of Iwo Jima (en)

### Meilleur court métrage d'animation
- Une tarte pour Tom (Quiet Please!) de William Hanna et Joseph Barbera
  - Le crime ne paie pas (Donald's Crime), série Donald Duck, de Jack King
  - Jasper and the Beanstalk de George Pal
  - Les oiseaux se cachent pour se nourrir (Life with Feathers) de Friz Freleng
  - Mighty Mouse in Gypsy Life (série Mighty Mouse) de Connie Raskinki
  - The Poet and Peasant de Dick Lundy
  - Rippling Romance de Bob Wickersham

## Oscars d'honneur
- Walter Wanger, pour les six années à la présidence de l'Académie
- Peggy Ann Garner
- The House I Live In, produit par Frank Ross et Mervyn LeRoy, réalisé par Mervyn LeRoy
- Republic Studio, Daniel J. Bloomberg (en) et le département son du studio

## Oscar en mémoire d'Irving Thalberg
non décerné en 1946

## Statistiques

### Récompenses multiples
- 4 Oscars : Le Poison
- 2 Oscars : Le Grand National

### Nominations multiples
- 8 nominations : Les Cloches de Sainte-Marie
- 7 nominations : Le Poison
- 6 nominations : Le Roman de Mildred Pierce, La Chanson du souvenir, La Maison du docteur Edwardes
- 5 nominations : Escale à Hollywood, Le Grand National
- 4 nominations : Les Clés du royaume, Péché mortel, Le Poids d'un mensonge, Les Forçats de la gloire, Le Joyeux Phénomène
- 3 nominations : Aventures en Birmanie, Le Portrait de Dorian Gray, L'Homme du Sud
- 2 nominations : La Belle de l'Alaska, Caravane d'amour, Le blé est vert, La Belle de San Francisco, La Fiancée du disparu, Rhapsodie en bleu, San Antonio, La Foire aux illusions, Les Sacrifiés, Aladin et la lampe merveilleuse, Les Trois Caballeros, Cette nuit et toujours, Le Lys de Brooklyn, La Vallée du jugement, Why Girls Leave Home